# 立派なこどもの育てかた
『立派なこどもの育てかた』（原題:Birthmarked）は2018年に公開されたカナダのコメディ映画である。監督はエマニュエル・ホス＝デマレ、主演はマシュー・グッドが務めた。
本作は日本国内で劇場公開されなかったが、Netflixによる配信が行われている。

## 概略
1977年、教育界では「子供の将来を決めるのは育て方ではなく遺伝である」という考え方が支配的だった。2人の科学者（ベンとキャサリン）はその考えが誤っていることを証明すべく、3人の子供を養子にとり、彼/彼女らの親とは違うタイプの人間に育て上げることにした。
それから12年後、子供たちは自らの素性を知らされないままスクスクと育ち、ベンとキャサリンの実験は成功するかに見えた。ところが、ここで予期せぬトラブルが発生してしまう。

## キャスト
- ベン：マシュー・グッド
- キャサリン：トニ・コレット
- サムソノフ：アンドレアス・アペルギス
- ルーク：ジョーダン・プール
- マヤ：メーガン・オケリー
- モーリス：アントン・ギリス＝エデルマン
- ガーツ：マイケル・スマイリー
- ジュリー・ブシャール博士：スザンヌ・クレマン
- ミセス・トリデック：フィオヌラ・フラナガン

## 製作・マーケティング
2016年12月8日、本作の主要キャストが発表された。同月、本作の主要撮影がカナダのモントリオールで始まった。2018年2月21日、スティーヴン・レニックスが本作で使用される楽曲を手がけるとの報道があった。同日、本作のオフィシャル・トレイラーが公開された。

## 評価
本作に対する批評家の評価は芳しいものではない。映画批評集積サイトのRotten Tomatoesには18件のレビューがあり、批評家支持率は11%、平均点は10点満点で4.8点となっている。また、Metacriticには6件のレビューがあり、加重平均値は44/100となっている。